# دوره اوروک
دوران اوروک (ح. ۴۰۰۰–۳۱۰۰ پ. م) از دوران مس‌سنگی تا اوایل عصر برنز در میان‌رودان، پس از دوره عبید و پیش از دوره جمدت نصر، روی دارد. در این دوره، که نامش را از شهر سومری اوروک گرفته است، میانرودان شاهد پیدایش زندگی شهری بود و منجر به تمدن سومر شد. در اواخر دوران خط میخی به تدریج ابداع شد و ازاین رو به این دوره دوران نیاتاریخی نیز گفته می‌شود.

## زمان‌بندی
اصطلاح دوره اوروک در کنفرانسی در بغداد در سال ۱۹۳۰ همراه با دوره قبل از عبید و پس از دوره جمدت نصر ابداع شد. گاهشماری دوره اوروک بسیار مورد بحث است و هنوز بسیار نامشخص است. مشخص است که بیشتر هزاره چهارم قبل از میلاد را در بر می‌گرفت. اما هیچ توافقی در مورد تاریخ شروع یا پایان آن وجود ندارد و تعیین وقفه‌های اصلی در این دوره دشوار است. این در درجه اول به این دلیل است که چینه نگاری اصلی محله مرکزی اوروک باستانی بسیار نامشخص بوده است و کاوش‌های آن در دهه ۱۹۳۰ انجام شده است، قبل از اینکه بسیاری از تکنیک‌های تاریخ گذاری مدرن وجود داشته باشد. این مشکلات تا حد زیادی به مشکلی که متخصصان در ایجاد هماهنگی بین سایت‌های باستان‌شناسی مختلف و یک گاه‌شماری نسبی داشته‌اند مرتبط است، که امکان توسعه یک گاه‌شماری مطلق مطمئن‌تر را فراهم می‌کند. گاهشماری سنتی بسیار نادرست است و بر اساس برخی صداهای کلیدی در محله عنان در اوروک است. قدیمی‌ترین سطوح این صداها (XIX–XIII) متعلق به اواخر دوره عبید (عبید پنجم، ۴۲۰۰–۳۹۰۰ یا ۳۷۰۰ ق. م) است. مشخصه سفال‌های دوره اوروک در سطوح XIV/XIII ظاهر می‌شود. دوره اوروک به‌طور سنتی به چند مرحله تقسیم می‌شود. دو مورد اول «اوروک قدیم» (سطوح XII–IX)، سپس «اوروک میانی» (VIII–VI) هستند. این دو مرحله اول به خوبی شناخته شده نیستند، و محدودیت‌های زمانی آنها به خوبی تعریف نشده است. بسیاری از سیستم‌های زمانی مختلف در بورس یافت می‌شوند. از اواسط هزاره چهارم به معروف‌ترین دوره یعنی «اوروک متأخر» که تا حدود ۳۲۰۰ یا ۳۱۰۰ قبل از میلاد ادامه می‌یابد تغییر می‌کند. در واقع در این دوره است که ویژگی‌هایی که عموماً به‌عنوان مشخصه‌ترین تمدن دوره اوروک دیده می‌شوند رخ می‌دهد: توسعه تکنولوژیکی بالا، توسعه تجمعات شهری مهم با ساختارهای تاریخی با ابهت (مهم‌ترین آنها عبارت است از سطح IV از اینانا)، ظهور نهادهای دولتی، و گسترش تمدن اوروک در سراسر خاور نزدیک.

## بافتار
با آغاز عصر برنز، دولت‌شهرهایی در خاور نزدیک پدید آمد که اولین نشانه‌های آن‌ها را در دوران اوروک می‌توان دید.
در دوران اوروک در میانرودان گسترهٔ منابع طبیعی موجود، از جمله خاکی که دو یا سه بار در سال قابل کشت بود، مراتع گستردهٔ و همچنین منابع دریایی (مثلاً ماهی‌گیری) بنیان اقتصادی را می‌ریختند که به گفتهٔ گیرمو آلگز منجر به انقلابی در ساختار اجتماعی شد. علاوه بر این، امکان حمل‌ونقل عمده از طریق مسیرهای آبی به همراه نظامی مدیریتی که «اهلی‌سازی منابع انسانی» (یعنی استثمار نیروی کار) را تأمین می‌کرد از دیگر عوامل تشکیل دهندهٔ چیزی بودند که گیرمو آلگز آن را «مزیت میانرودانی» نامیده است.
در نهایت مجموع این عوامل بود که موجب «جهش سومری»، شد، عبارتی که برای توصیف سازکارهای اجتماعی‌اقتصادی‌ای به کار می‌رود که در این فرایند خودپایدار به سوی پیچیدگی هرچه‌بیشتر نقش داشتند.

## مختصات
پیدایش طبقه‌ای از نخبگان از پیامدهای طبیعی این رویداد است، و این عاملی دیگر در تسریع این توسعه از طریق افزایش تقاضا برای شاخصی‌های موقعیت اجتماعی و پرستیژ، از جمله اشیاء نادر، فلزات، و سنگ‌های گرانبها بود.
از آنجا که هیچ‌کدام از این چیزها در دشت‌های آبرفتی میانرودان یافت نمی‌شود، نیاز به فراهم آوردن آن‌ها از طریق ایجاد روابط با سرزمین‌های دور پیش می‌آید.
چیزی که با عنوان «گسترش اوروکی» از آن یاد می‌شود شکل مادی منطقهٔ نفوذ اوروک در ارتباط با افزایش این رابطه‌ها است.
با این‌حال، شواهد تأثیر اوروک بر فرهنگ‌های بومی مناطق کوهستانی اطراف به معنای سلطهٔ سیاسی ایشان بر این مناطق نیست.

## ارجاعات
- Benoit, Agnès (2003). Art et archéologie: les civilisations du Proche-Orient ancien. Manuels de l'école du Louvre (in French). Paris: RMN. BEN.
- Butterlin, Pascal (2003). Les temps proto-urbains de Mésopotamie: Contacts et acculturation à l'époque d'Uruk au Moyen-Orient (in French). Paris: CNRS Éditions. BUT.
- Helwing, Barbara (2006). "The rise and fall of Bronze Age centers around the Central Iranian Desert - a comparison of Tappe Hesar II and Arisman". AMIT (38). Retrieved 2019-01-30.